# Pyhäjärvi (Säkylä)
Der Pyhäjärvi ist ein See in den finnischen Landschaften Satakunta und Varsinais-Suomi.
Der Pyhäjärvi liegt im Südwesten Finnlands, etwa 80 Kilometer nördlich von Turku. Der See liegt hauptsächlich im Gemeindegebiet von Säkylä. Der nordwestliche Teil des Sees gehört zur Gemeinde Eura, der Südteil zur Gemeinde Pöytyä (ehemalige Gemeinde Yläne). Am Ostufer des Sees liegt das Kirchdorf von Säkylä. Die Kirchdörfer von Eura und Yläne liegen jeweils wenige Kilometer nördlich bzw. südlich des Pyhäjärvi.
Der ist in Nord-Süd-Richtung über 25 Kilometer lang und maximal acht Kilometer breit. Seine Fläche beträgt 155,2 Quadratkilometer. Das Volumen ist mit 0,85 Kubikkilometern aber nur niedrig, was der geringen Tiefe des Sees geschuldet ist. Mehr als 60 Prozent des Sees ist zwischen vier und sieben Metern tief.
Der Pyhäjärvi ist der größte See im ansonsten seenarmen Südwestfinnland. Der See besitzt auffallend wenig Inseln und Buchten, sondern stellt sich weitgehend als offenes Becken dar. Während er der Fläche nach nur den 29. Rang unter den größten Seen Finnlands einnimmt, gehört der Pyhäjärvi zu den größten offenen Seeflächen des Landes. Obwohl der See von Eutrophierung betroffen ist, gilt er als gutes Angelgewässer.
Der Pyhäjärvi nimmt zwei kleinere Flüsse auf: Im Süden den Yläneenjoki, im Osten den Pyhäjoki. Im Norden fließt der Fluss Eurajoki aus dem 46 Meter hoch gelegenen See und entwässert ihn zum Bottnischen Meerbusen.